# 助理教授
助理教授是大学或学院中一種級別次於副教授的学术頭銜。通常人們在獲得博士学位並担任数年博士後研究員後就能成為助理教授。助理教授這一頭銜在美国和加拿大比較常見。助理教授相當於英聯邦國家的讲师，而且在美國有些助理教授可以任職終身。
在美国、英国以及荷兰、德国、瑞士和瑞典等国家的顶级和研究型大学，想成为终身助理教授非常困難，而且競爭激烈，競爭比基本上維持在100:1的水平。由于許多學校资金不夠寬裕，全职教授、全職助理或全職副教授的职位数量大幅減少。許多大学為了节省资金，它們往往更青睞招募更多的兼职教授來補充師資。所以基本上只有不到20%的博士毕业生在毕业后能成為终身助理教授。
在中国，助教为高等学校教师的初级职称。